# Закрутка трав'яна
Закрутка трав'яна, або равлик-завиток болотяний,Vertigo moulinsiana, — вид молюсків з родини Vertiginidae.
Занесено до Червоної книги України з 2021 року.

## Назва
Видова назва moulinsiana вшановує французького малаколога Шарля Демулена (1798—1875).

## Поширення
Вид фрагментарно поширений в Європі від Ірландії до Уральських гір, та від півдня Швеції до Середземномор'я. У багатьох регіонах рідкісний або вимер. В Україні трапляється на Поліссі (рідкісний) та у Криму (не спостерігається з 2014 року). Зафіксований в Грузії та Азербайджані. Спостерігався також в Алжирі та Марокко, але, можливо, він вимер в Алжирі.

## Опис
Раковина близько 3 мм завдовжки, жовтуватого або коричневого кольору, напівпрозора. Вона правозакручена, крихітна, овальна, шлуночкова, на верхівці тупа, гладка, недоперфорована. Отвір напівяйцеподібний, з чотирма зубцями, з одним зубчиком на тім'яній стінці, іншим на колумелі і двома піднебінними, нижній довший. Раковина має чотири завитки, розділені характерним швом, останній завиток вдвічі більший за всі інші разом узяті. Він досить твердий, блискучий, малопрозорий і однорідного світлового кольору.

## Спосіб життя
Населяє вапняні болота, де ростуть високі осоки, такі як Cladium mariscus, Glyceria maxima та Phragmites australis. Лазить по листю водних рослин на висоті 30–50 см над землею або водою. Зимує на землі, серед рослинних решток. Яйцеподібна німфа харчується мікроорганізмами і грибами, зібраними з поверхні рослин.